# Швабзојен
Швабзојен (њем. Schwabsoien) општина је у њемачкој савезној држави Баварска. Једно је од 34 општинска средишта округа Вајлхајм-Шонгау. Према процјени из 2010. у општини је живјело 1.290 становника. Посједује регионалну шифру (AGS) 9190151.

## Географски и демографски подаци
Швабзојен се налази у савезној држави Баварска у округу Вајлхајм-Шонгау. Општина се налази на надморској висини од 746 метара. Површина општине износи 17,0 km². У самом мјесту је, према процјени из 2010. године, живјело 1.290 становника. Просјечна густина становништва износи 76 становника/km².